# Andrzej Zaniewski
Andrzej Zaniewski, né  le 13 avril 1939 à Varsovie, est un poète et prosateur polonais, auteur de textes de chansons. 

## Biographie
Andrzej Zaniewski a achevé en 1964  des études d'histoire de l'art à l'Université de Varsovie. Ses premiers poèmes ont été publiés dans Głos Wybrzeża, en 1958. Il est l'un des créateurs du groupe poétique Hybrydy. Il est l'auteur de nombreux livres de poésie et de prose traduits dans plus de 30 langues, dont le célèbre roman Szczur paru en français sous le titre Mémoires d'un rat, édité chez Belfond (1re édition en 1994)  (ISBN 978-2-7144-3210-0) dans une traduction de Christophe Jeżewski et Dominique Autrand. 
Il a publié des recueils de poèmes: 
- Przed siebie (De lui-même )
- Podróż (Le Voyage)
- Twarzą w twarz (Face-à-face)
- Poemat dzisiejszy (Poème d'aujourd'hui)
- Nadzieja przychodzi o zmierzchu (L'espoir arrive au crépuscule).

Il a reçu notamment le Prix de la Rose Rouge (1966) et le Prix Stanisław-Reymont (1995).
Comme parolier, il a fait ses débuts dans les années 1960. Parmi les principales chansons :
- « Mój warszawski dzień » (avec J. Lewiński, mus. W. Parzyński)
- « Tylko w tangu » (Ryszard Siwy)
- « Impresja o zamku » (Krzysztof Chromcewicz avec J. Lewiński),
- « Bitwa morska » (Janusz Kruk (en)),
- « Pamięć i sen » (Henryk Boskar).

- En 1979 avec Bogdan Loebel et Stanisław Cejrowski (pl) sous le pseudonyme commun de Piotr Trójka, il a écrit beaucoup de chansons sur le sport, parues sur trois CD consacrés à l'Olympiade d'été à Moscou en 1980. C'était "Żagiel Ziemi" Breakout, "Droga Ludzi" des Skaldowie et "Na Brzegu Światła" de Budka Suflera (en).

Selon l'Institut de la Mémoire nationale, il a collaboré à partir du 19 avril 1971 avec les Services de renseignement (SB) sous le nom de code Witold Orłowski, sur des questions de la littérature.

## Décorations
- Officier de l'Ordre de la Renaissance de la Pologne (2002)[1]
- Médaille du Mérite culturel polonais Gloria Artis (2010)[2].